# Martynas Andriuškevičius
Pour les articles homonymes, voir Andriuškevičius.
 (novembre 2019).
Si vous disposez d'ouvrages ou d'articles de référence ou si vous connaissez des sites web de qualité traitant du thème abordé ici, merci de compléter l'article en donnant les références utiles à sa vérifiabilité et en les liant à la section « Notes et références ».
Martynas Andriuškevičius né le 12 mars 1986 à Kaunas est un joueur professionnel lituanien de basket-ball. Il joue en position de pivot. Il mesure 2 mètres 18 pour 113 kg.

## Biographie
Andriuškevičius est formé par les académies de jeunes du Žalgiris Kaunas, où il est l'un des meilleurs jeunes joueurs. Il reçoit un entraînement de l'ancien pivot de NBA Arvydas Sabonis. Il participe à 15 matchs de l'Euroligue pour le club pendant la saison 2004-2005 et est alors perçu comme l'un des meilleurs choix de la draft 2005, mais sa saison est décevante et un manque apparent d'amélioration entraînent la chute de sa cote à la drafte : Andriuškevičius est choisi par le Magic d'Orlando au 44e rang de la draft. Il est ensuite transféré chez les Cavaliers de Cleveland.
Andriuškevičius fait montre d'habileté pour un joueur de sa taille. 
Le 18 août 2006, Andriuškevičius est échangé par les Cavaliers aux Bulls de Chicago contre Eddie Basden (en). Le 21 décembre, il reçoit un traumatisme crânien sérieux quand il est attaqué par Awvee Storey (en). Le pivot subit une fracture du crâne, de sévères contusions et un hématome de deux centimètres sur le côté gauche du cerveau. Les docteurs pensent initialement qu'il mettrait deux mois avant de parler à nouveau, mais il en est capable au bout d'un mois et expose son désir de rejouer au basket-ball dès l'année suivante.
Le 12 mars 2007, les docteurs des Bulls de Chicago annoncent qu'Andriuškevičius peut participer aux entraînements avec contacts. Les Bulls parlent d'« un rétablissement remarquable de la blessure cérébrale sérieuse ». Le 6 avril, l'entraîneur principal Scott Skiles envisage de placer le joueur sur la liste des joueurs aptes à participer à une rencontre.
Le 11 août 2007, son agent annonce que Martynas Andriuškevičius va jouer pour le club de Joventut Badalona et le joueur signe pour l'équipe cinq jours plus tard, mais son contrat avec le club est rompu peu après. Il signe alors pour Alicante Costa Blanca en septembre.